# Rudolf Hess
Rudolf Walter Richard Hess (26 tháng 4 năm 1894 - 17 tháng 8 năm 1987) là một chính trị gia Đức, và là thành viên hàng đầu của Đảng Quốc xã của Đức. Được bổ nhiệm là Phó lãnh tụ bởi Adolf Hitler vào năm 1933, ông phục vụ trong chức vụ này cho đến năm 1941, khi ông đã bay một mình đến Scotland để cố gắng thương lượng hòa bình với Vương quốc Anh trong Thế chiến II nhưng không thành. Ông bị bắt làm tù nhân và cuối cùng bị kết án về tội ác chống lại hòa bình, xử chung thân cho đến khi tự tử.
Hess gia nhập với tư cách là lính bộ binh lúc bùng nổ Chiến tranh thế giới thứ nhất. Hess bị thương nhiều lần trong suốt quá trình của cuộc chiến và được trao tặng Huy chương Chữ thập sắt hạng 2 vào năm 1915. Một thời gian ngắn trước khi chiến tranh kết thúc, Hess học đào tạo phi công, nhưng ông thấy không có tiềm năng trong vai trò này, Ông rời quân đội vào tháng 12 năm 1918 với cấp bậc Trung úy.
Năm 1919, Hess ghi danh trong Đại học Munich, nơi ông của nghiên cứu địa chính trị dưới Karl Haushofer, một người ủng hộ của các khái niệm về chủ nghĩa môi trường  ("không gian sống "), mà sau này trở thành một trong những trụ cột của hệ tư tưởng Đức quốc xã. Hess gia nhập Đảng Quốc xã ngày 1 tháng 7 năm 1920, và ở bên cạnh Hitler vào ngày 8 tháng 11 năm 1923 trong đảo chính nhà hàng bia, một nỗ lực phát xít thất bại trong việc nắm quyền kiểm soát của chính phủ xứ Bavaria. Trong khi thời gian phục vụ trong tù vì tội làm táo bạo này, Hess hỗ trợ Hitler viết cuốn  Mein Kampf , mà sau là một cuốn sách nền tảng của chính trị của Đảng Quốc xã.
Sau khi nắm quyền vào năm 1933, Hess được bổ nhiệm làm Phó lãnh tụ của Đảng Quốc xã và trong thời gian ngắn đã nhận được hàm phong Tướng của Hitler mà không cần chiến đấu. Ông được bổ nhiệm vào năm 1938 vào Chính phủ, và vào năm 1939 vào Hội đồng Bộ trưởng Quốc phòng của Đế quốc. Ngoài việc xuất hiện trên danh nghĩa của Hitler tại các cuộc đụng độ và biểu tình, Hess ký thành luật nhiều của pháp luật, bao gồm các Luật Nuremberg năm 1935, bóc lột người Do Thái tại Đức dẫn đến Holocaust.
Vào ngày 10 tháng 5 năm 1941, ông đã thực hiện một chuyến bay đến Scotland, nơi ông hy vọng sẽ sắp xếp các cuộc đàm phán hòa bình với Douglas Douglas-Hamilton, người mà ông tin là nổi bật đối lập với Chính phủ Anh.
Khi ông trở về Đức để bị xét xử trong Toà án Nuremberg, trong nhiều phiên tòa, ông tuyên bố là bị mất trí nhớ, nhưng sau đó thừa nhận đây là một mưu mẹo. Hess bị kết án về tội ác chống lại hòa bình và âm mưu với lãnh đạo Đức khác để phạm tội và bị chuyển tới Nhà tù Spandau vào năm 1947, nơi ông phục vụ một án chung thân. Những nỗ lực lặp đi lặp lại của các thành viên trong gia đình và các chính trị gia nổi tiếng để giành chiến thắng đầu tiên của ông đã bị Liên Xô chặn lại. Vẫn bị giam giữ trong Spandau, ông chết bởi tự tử vào năm 1987 ở tuổi 93. Sau khi ông qua đời, nhà tù mà bị phá hủy để ngăn chặn nó trở thành một nơi tập trung của chủ nghĩa quốc xã mới.